# Christos Lambrakis
Christos Dimitrios Lambrakis (tiếng Hy Lạp: Χρήστος Λαμπράκης; 24 tháng 2 năm 1934 – 21 tháng 12 năm 2009) là nhà báo người Hy Lạp và là chủ nhân của Nhóm báo chí Lambrakis, một trong các nhóm báo chí lớn nhất Hy Lạp.

## Sự nghiệp
Ông sinh ngày 24 tháng 2 năm 1934 ở Athens và học ở vương quốc Anh rồi Thụy Sĩ. Từ năm 1954 tới 1957 ông làm nhà báo cho tờ To Vima và làm biên tập viên của tuần báo "Tachydromos".
Năm 1957 ông nắm quyền quản lý Nhóm báo chí Lambrakis thay người cha. Từ năm 1970, khi Nhóm báo chi Lambrakis trở thành Công ty trách nhiệm hữu hạn thì ông làm chủ tịch Hội đồng quản trị.
Ông cũng làm chủ tịch "Quỹ Nghiên cứu Lambrakis" và hội "Bạn Âm nhạc", một hội bảo trợ sảnh đường chính của Phòng hòa nhạc Athens. Ông cũng là người đồng chỉ huy "Nhạc kịch quốc gia Athens" chung với Arda Mandikian.
Lambrakis đã bị giải phẫi tim ngày 30 tháng 11 năm 2009 tại "Trung tâm Giải phẫu Tim Onassis" ở Athens, và từ trần vì Hội chứng rối loạn chức năng đa cơ quan ngày 21 tháng 12 năm 2009.

## Giải thưởng
Ông được trao Giải Bút vàng Tự do năm 1969